# Gadányi Károly
Gadányi Károly (Murakeresztúr, 1943. október 23. –) magyar nyelvész, szlavista, egyetemi tanár. A nyelvtudományok kandidátusa (1984), a Magyar Tudományos Akadémia doktora (1999). A Vas Megyei Labdarúgó-szövetség elnöke. Az Eötvös Loránd Tudományegyetem Szlavisztika Doktori Iskola alapító tagja. A Pécsi Tudományegyetem Alkalmazott Nyelvtudományi Doktori Iskola alapító tagja. A Magyar Tudományos Akadémia Köztestületének tagja. A Modern Filológiai Társaság elnökhelyettese.

## Életpályája
1950–1958 között szülővárosában járta ki az általános iskolát. Középiskolai tanulmányait a Nagykanizsai Állami Landler Jenő Gimnázium humán tagozatán végezte el. 1962–1966 között a Pécsi Tanárképző Főiskola magyar-szláv szakos hallgatója volt. 1966–1973 között a Kapuvári Gimnázium magyar-szláv nyelvek tanára volt. 1967–1969 között az Eötvös Loránd Tudományegyetem Bölcsészettudományi Kar hallgatója volt. 1969–1970 között az Oktatási Minisztérium Tudományos Főosztálya kiküldetésében egy évet töltött a Szentpétervári Egyetemen. 1973–1980 között a Szombathelyi Tanárképző Főiskola szláv filológiai tanszékén adjunktus, 1980–1986 között doncens és tanszékvezető, 1986–1996 között egyetemi tanár, 1995–2001 között tudományos főigazgató-helyettes, 2001–2002 között főigazgató, 2001–2008 között rektor volt, 2008–2012 között elnök-rektorhelyettes volt. 1975–1977 között a Maribori Egyetem vendégtanára volt. 1993–1996 között az MLSZ elnökségi tagja volt. 1994–1999 között a Zágrábi Egyetem vendégprofesszora volt. 1995-ben habilitált az Eötvös Loránd Tudományegyetemen. 1999-ben a Magyar Tudományos Akadémia doktora lett. 2013-ban professzor emeritus kitüntetést kapott.

## Családja
Szülei: Gadányi Péter és Hermán Margit voltak. 1967-ben házasságot kötött Kaposi Erzsébettel. Két fiuk született: Gábor (1969) és Péter (1973).

## Művei
- The Evolution of Vocabulary in Literary Slovenian (1996)
- Cultural-Historical Preliminaries to the Formation of the Slovenian national Literary Language (1996)
- Bevezetés a szláv nyelvtudományba (1997)
- Adaptation of Slavic Borrowings in the Slovenian Literary Language (1997)
- Pridjevi koji označuju boju u kajkavskom dijalektu zalskih Hrvata (1997)
- A melléknevek egy lexikai csoportja a Zala megyei horvátok nyelvjárásában (1998)
- The Austro-Slavic Cultural-Historical Quasi-Sphere as an Object of Sociolinguistic Study (1998)
- A Biblia szlovén nyelvű fordításai (1998)
- Orosz lexika a horvát nyelvben (1999)
- Szó és szín a szláv nyelvekben (2000)
- Inter-slavic linguistic contacts and the history of the slavic national literary languages: new approaches to description (2006)
- A színt jelölő melléknevek összevető jellemzése a szláv nyelvekben (2007)
- Kocsis Mihály: Tizenhatodik századi ukrán egyházi kézirataink és helyesírásuk (szerkesztő, 2009)
- A cseh nyelv hatása a szlovén szakszókincs kialakulására (2009)
- Az igaz tanár üzenete (2011)

## Díjai
- Vas Megye Sportjáért (1992)
- Pável Ágoston-emlékplakett (1993)
- Esterházy Miksa-emlékérem (1995)
- Széchenyi professzor ösztöndíj (1997-2000)
- Szent-Györgyi Albert-díj (2000)
- Pro Neophilologia in Hungaria (2006)
- A Magyar Kultúra Lovagja (2007)
- Szombathelyért-díj (2007)[2]
- A Magyar Érdemrend tisztikeresztje (2008)
- Lóránt Gyula-díj (2011)[3]
- Magyarország Köztársasági elnökének Érdemérme (2012)
- Murakeresztúr Díszpolgára
- a Modern Filológiai Társaság Érdemérme
- a Magyar Olimpiai Bizottság Fair Play Díja
- Puskás Ferenc emlékérem
- A Szlovén Köztársaság elnökének kitüntetése
- A Horvát Köztársaság elnökének kitüntetése